# Ceanu Mic
Ceanu Mic – wieś w Rumunii, w okręgu Kluż, w gminie Sâncraiu. W 2011 roku liczyła 384 mieszkańców.